# Grupo Avanza
Avanza Grupo, oficialmente Avanza by Mobility ADO ®, cuyo nombre legal es actualmente Avanza Spain S.A. o más conocido como Grupo Avanza, o simplemente Avanza (también como Avanza Movilidad Urbana en algunas zonas de España), es un holding español del sector del transporte de viajeros por carretera fundado en 2002 tras la fusión de tres empresas del sector: Tuzsa (actualmente Avanza Zaragoza), Vitrasa y Auto-Res.
Actualmente es el primer operador de servicios urbanos y de cercanías en España, el segundo en largo recorrido. También gestiona varias redes de tranvía urbano (siendo el primer gestor en este ámbito), una de Metro (Metro de Granada), así como áreas de servicio y varias estaciones de autobuses.
En 2013, el grupo mexicano ADO adquirió el holding español, cambiando así el nombre por el de Grupo ADO-Avanza y posteriormente en 2018, por el de Avanza By Mobility ADO. 
Desde 2007 la compañía ya había estado bajo propiedad de la firma de capital de riesgo Doughty Hanson.

## Historia
Grupo Avanza es un holding con un importante peso en el sector a nivel nacional, ya que cuenta con amplia experiencia.

### Los inicios
En 1885 TUZSA inicia su actividad en la ciudad de Zaragoza, dedicada al transporte de ganado, aunque no será hasta 1951 cuando TUZSA ponga en marcha su primera línea de autobuses urbanos. 
En 1943 se produce la fundación de Auto-Res, una empresa de transportes de tipo familiar. 
En 1968 el Ayuntamiento de Vigo adjudica a VITRASA la concesión del servicio urbano por un periodo de 25 años. 

### Creación del Grupo Avanza
Grupo Avanza nace en marzo de 2002 mediante la fusión de las tres empresas mencionadas anteriormente (TUZSA, VITRASA y Auto-Res). En ese mismo año se integra también Autobuses Salmantinos 
En julio de 2003 Avanza adquiere La Sepulvedana, una empresa del sector que goza de gran prestigio, convirtiéndose así en el segundo operador más grande de autobuses del país, no obstante, en 2004, los antiguos dueños recuperarían la línea Segovia-Madrid. 
En 2004 y 2005 el Grupo Avanza obtiene las concesiones del transporte urbano de Segovia y Orense, respectivamente. 
En ese mismo año,Avanza vende a Samar dos concesiones obtenidas en la compra de La Sepulvedana (Seal y Doaldi), El resto del grupo pasó a llamarse Alisa (Avanza Líneas Interurbanas), que más tarde también se venderían a Samar, excepto Larrea. 

### Expansión del grupo y oferta de Doughty Hanson.
En diciembre de 2006, el grupo pasa a formar parte al 100% de la firma europea de capital de riesgo Doughty Hanson, la compra está valorada en 600 millones de euros. Durante dicho año año se consigue dar impulsar la actividad discrecional a través de la obtención de contratos de transporte escolar y de transporte de trabajadores. Además se crean nuevos servicios urbanos en varios municipios del noroeste de Madrid. 
2007 fue un año importante para el desarrollo de la compañía, debido por una parte a la obtención del transporte urbano de Soria, y la adquisición de CTSA (Corporación Española de Transporte S.A.), propietaria de numerosas concesiones de transporte urbano y principal operador de servicios de Málaga. 
Continuando con la política de crecimiento, en el año 2008 se incorpora el Grupo Alosa, que contaba con numerosas concesiones tanto regionales como de largo recorrido en la zona de Aragón. Destaca también los numerosos contratos obtenidos para la Expo Zaragoza 2008. 
En 2009 Avanza gana el concurso del transporte urbano de Covillana (Portugal), se renueva la gestión del servicio urbano de Mataró, y se obtienen prórrogas de entre 4 y 7 años en los contratos del servicio en Tarrasa y las comunidades de Aragón y Castilla y León. En este mismo año, Avanza se diversifica, resultando adjudicataria de la construcción y explotación del tranvía de Zaragoza junto con otras empresas en una UTE. 
En 2010 se renueva la concesión del urbano de Ávila y se incorporan al grupo dos nuevos contratos de servicio metropolitano en el sur de Madrid (Avanza Interurbanos y Avanza Interurbanos del Sur). También en la Comunidad de Madrid, y al año siguiente, se adquiere Etasa, ampliando así los servicios interurbanos del CRTM, y quedando como el primer operador interurbano en esta comunidad.

### La integración en Grupo ADO
En 2013, el grupo adquiere la concesión de la estación de autobuses de Marbella y del servicio urbano de Huesca. Ese mismo año, Avanza inicia una nueva etapa al ser adquirida por la multinacional de movilidad mexicana ADO (Autobuses de Oriente).
En 2016, ADO decide unificar las numeraciones de todos los autobuses de la compañía en España. 
A mediados de 2017, Avanza, a través de Llorente Bus S.L. obtiene la concesión de la línea Madrid-Segovia, una de las que más factura del país, pero no será hasta verano de 2018 cuando Avanza comenzó a operar la línea. Y en verano de 2017 se produce la incorporación al grupo de Autocares Costa Azul, una empresa de referencia del sector en Alicante, reforzando así la presencia del grupo en dicha provincia, contando con numerosos servicios urbanos y de cercanías.
En 2018, ADO decide dar un cambio a la imagen corporativa, pasándose a llamar Avanza by Mobility ADO ®.

En julio de 2018, Avanza presentó en Segovia el proyecto #ViveMadrovia, una campaña para promocionar la nueva línea Madrid-Segovia que opera Avanza desde el 8 de agosto de ese mismo año.

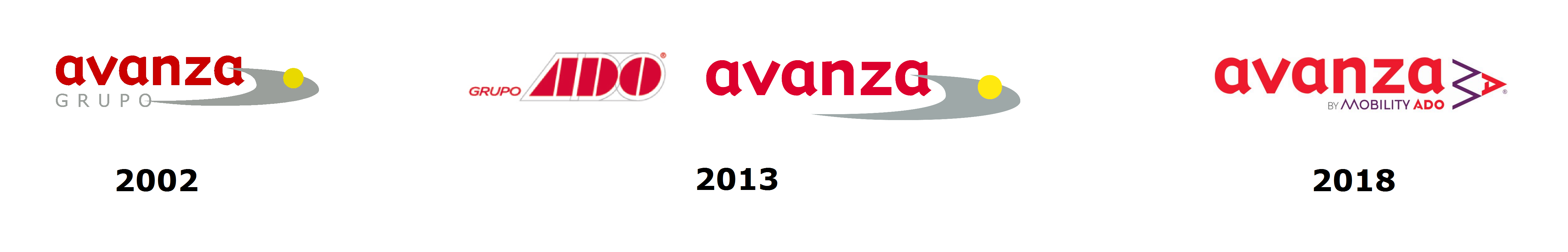
Evolución del logo de la empresa Avanza desde su creación hasta ahora

A fecha de junio de 2018, Avanza cuenta con una plantilla de 5400 empleados, y una flota de 2000 autobuses que recorren más de 145 millones de kilómetros al año, transportando 250 millones de viajeros.
En verano de 2019, Avanza adquirió Transportes PESA, comenzando a prestar servicios en el País Vasco.
A finales de 2021, Avanza adquiere a Mohn S.L. las líneas operadas por esta última empresa dentro del Área metropolitana de Barcelona, incluyendo las líneas urbanas de Castelldefels, Gavá y Viladecans. De esa forma, Avanza aumenta su presencia en Cataluña.

## Servicios
Principalmente el Grupo Avanza se dedica al transporte de viajeros por carretera en España. No obstante también está presente en otros sectores, como la participación y/o gestión en tranvías urbanos, o la operación de áreas de servicio y estaciones de autobuses.

### Autobuses urbanos

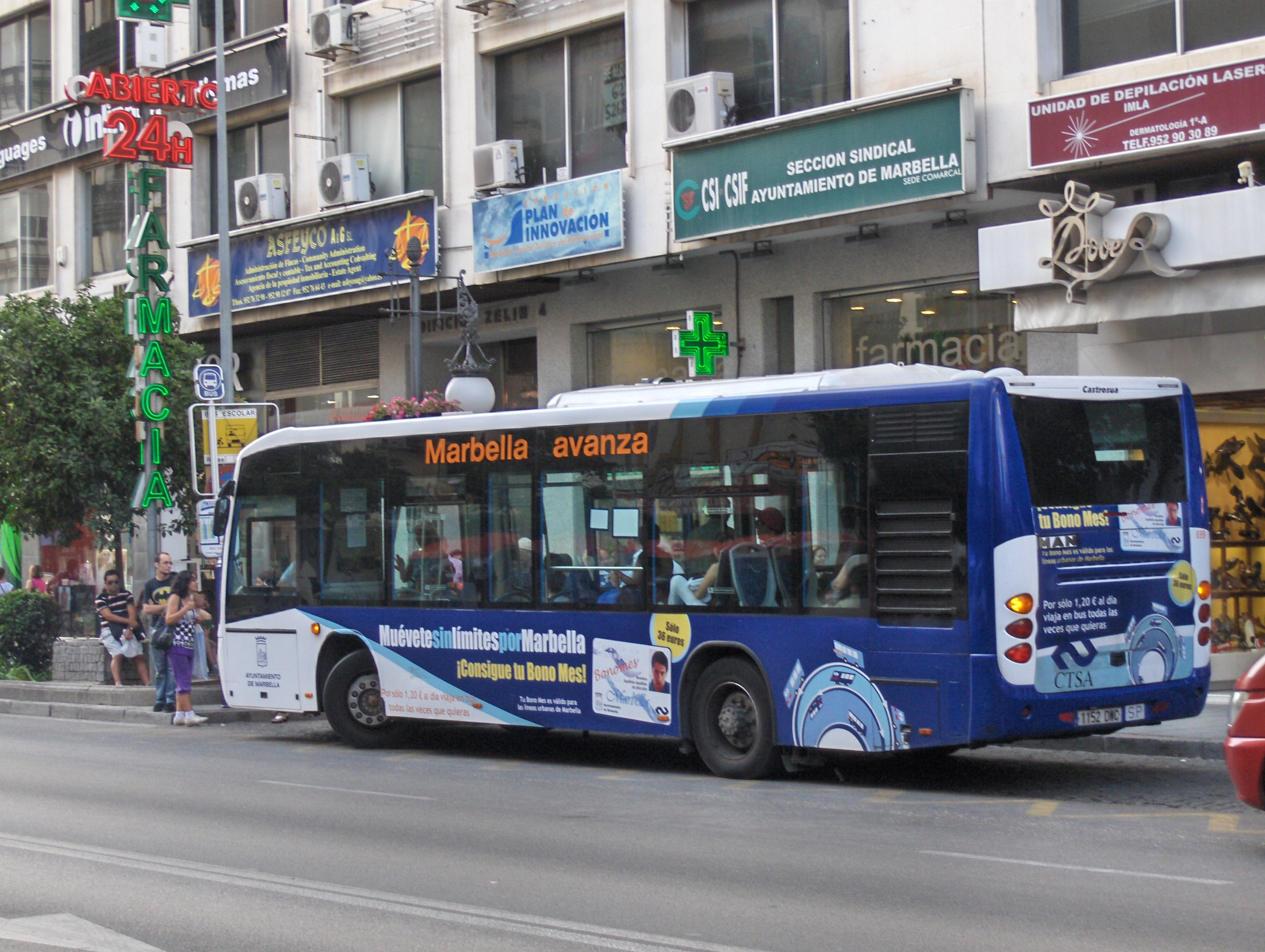
Man NM223F Castrosua CS40 Magnus en Marbella

Avanza Grupo es el primer operador de transporte urbano en España, prestando este servicio en más de 35 ciudades, entre las que destacan los urbanos de Zaragoza, Vigo, y Orense, además de dos ciudades de Portugal.
Las ciudades con servicio urbano de Avanza son: Vigo, Orense, Ávila, Segovia, Soria, Zaragoza, Huesca, Sabiñánigo, Fraga, Rubí, Tarrasa, Mataró, Villajoyosa, Benidorm, Cercedilla, Guadarrama, Pozuelo de Alarcón, Majadahonda, Coslada, San Fernando de Henares, Getafe, Parla, Torrelodones, Sanlúcar de Barrameda, Marbella, Torremolinos, Benalmádena, Elche, Torrevieja, Guardamar del Segura, Orihuela, Echévarri, Basauri, Zarauz, Mondragón, Oñate, Viladecans, Gavá y Castelldefels. 
Hasta 2018 también poseía la concesión del urbano de Talavera de la Reina.
En Portugal, Avanza gestiona el servicio urbano de Vila Real y Covillana.

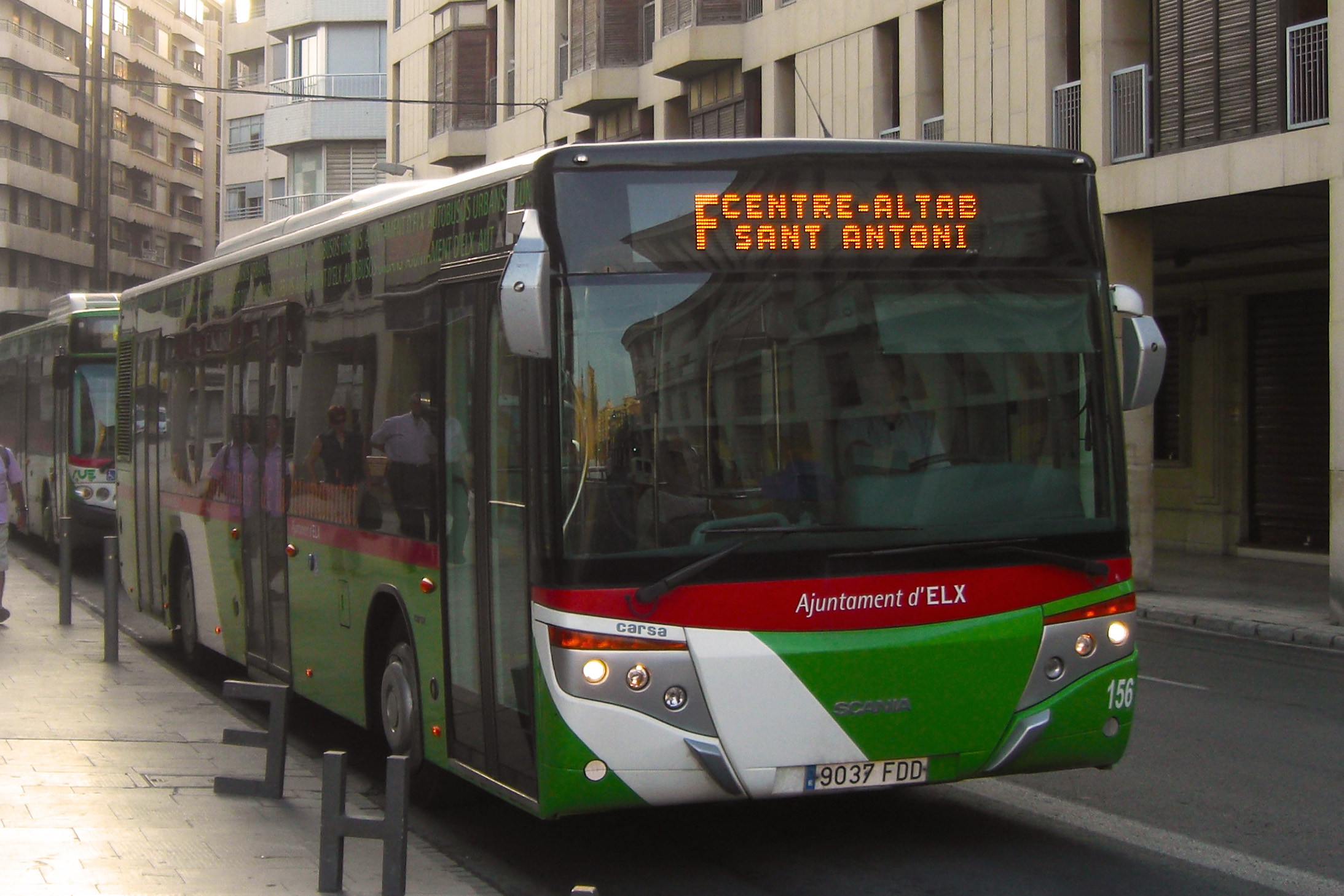
Scania N230UB Castrosua City Versus
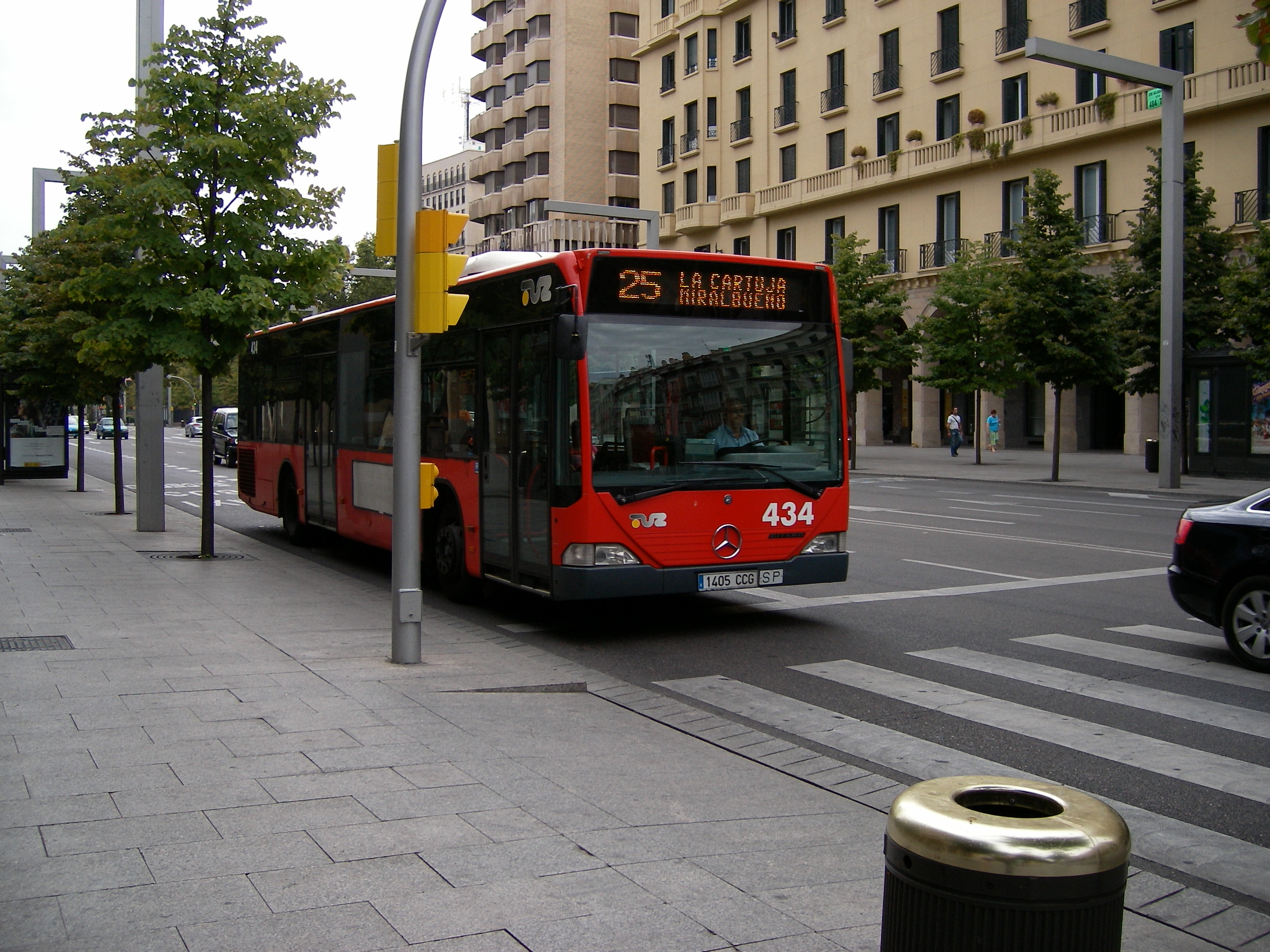
Mercedes Benz O530 Citaro
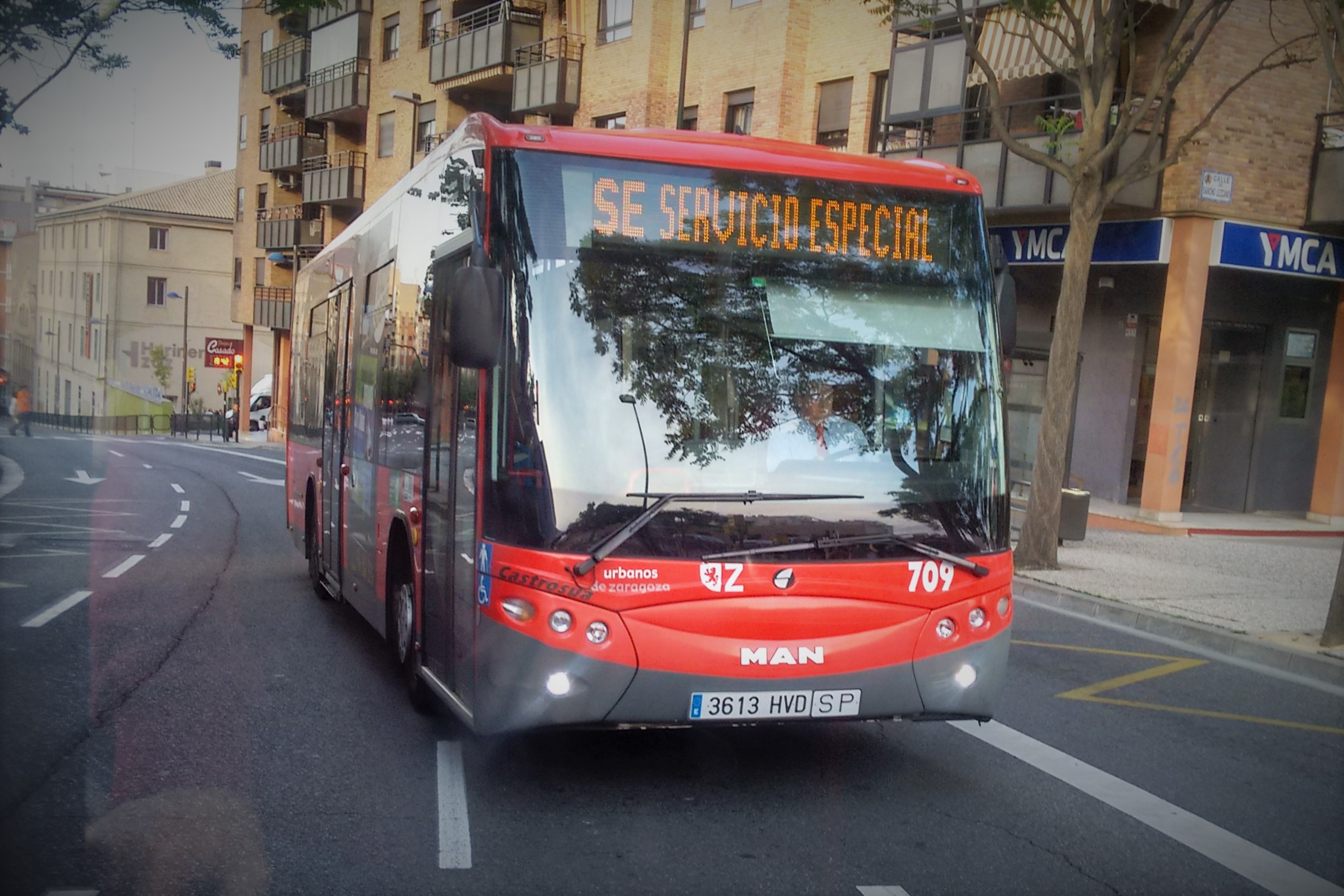
Man NM244F Castrosua CS40 Magnus
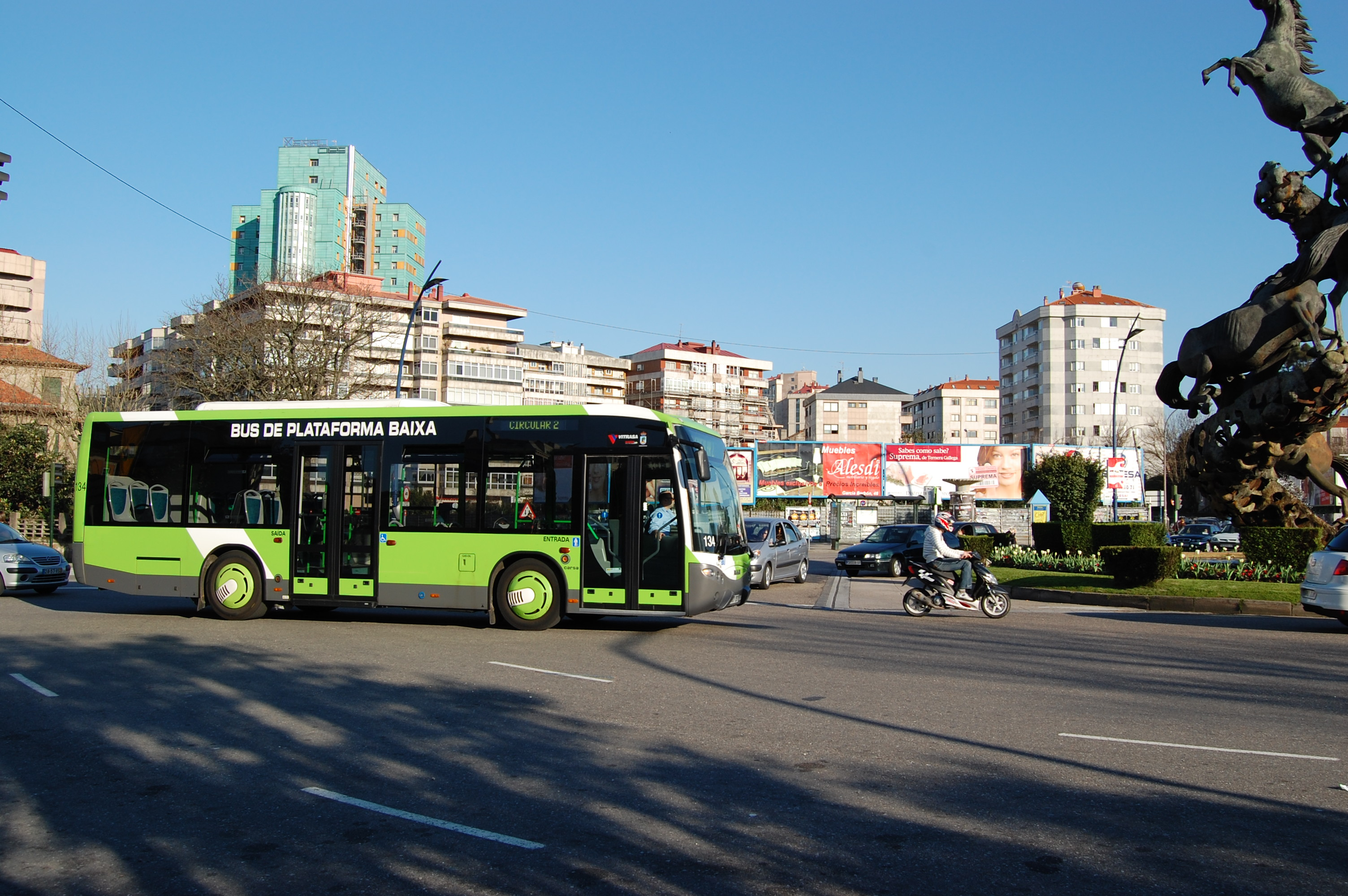
Man NM223F Castrosua CS40 de Vitrasa

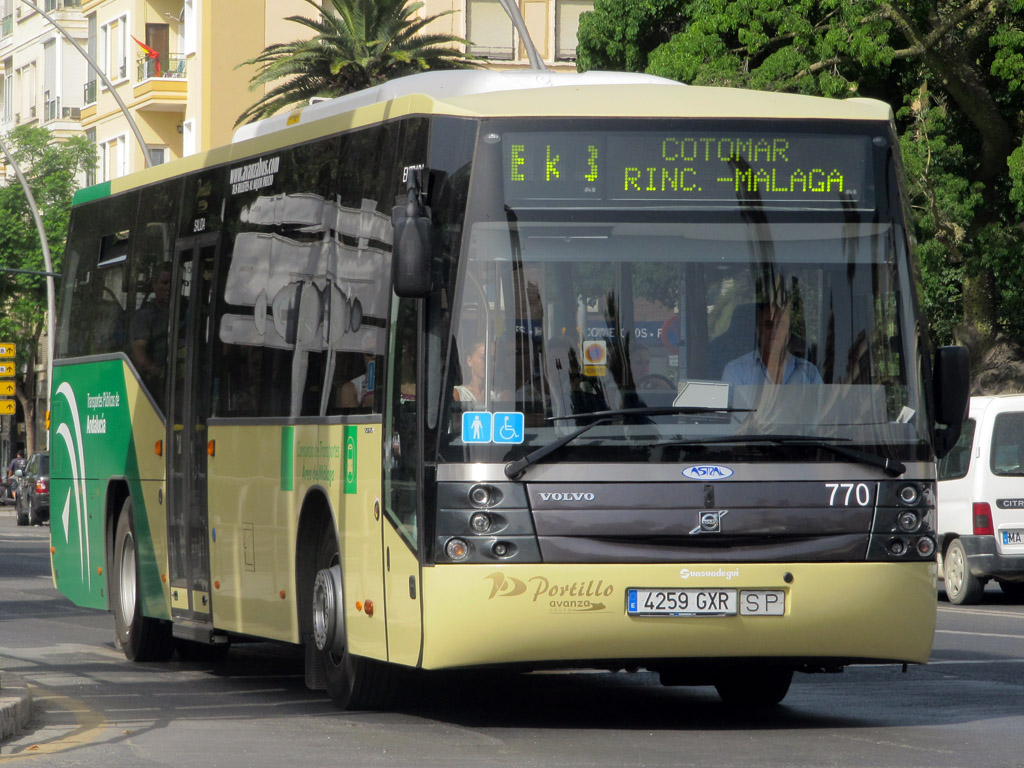
Sunsundegui Astral Via Volvo

### Autobuses de cercanías y regionales
Los servicios interurbanos de Avanza están presentes en 9 provincias de este país: Salamanca, Zaragoza, Huesca, Málaga, Cádiz, Alicante, Madrid, Guipúzcoa, Vizcaya y Barcelona y cuentan con más de 20 concesiones autonómicas.
| Ciudad    | Empresa                   | Filial/es                             | Observaciones                                   |
| --------- | ------------------------- | ------------------------------------- | ----------------------------------------------- |
| Madrid    | Avanza Movilidad Integral | Empresa Turística de Autobuses, S. A. | Servicios interurbanos                          |
| Madrid    | Avanza Movilidad Integral | Avanza Interurbanos, S. L. U.         | Servicios interurbanos                          |
| Madrid    | Avanza Movilidad Integral | Transportes Alacuber, S. L.           | Servicios interurbanos                          |
| Madrid    | Avanza Movilidad Integral | Llorente Bus S. L.                    | Servicios interurbanos                          |
| Madrid    | Avanza Movilidad Integral | Julián de Castro, S. A.               | Servicios interurbanos                          |
| Salamanca | Avanza Movilidad Integral | Autobuses Salmantinos S. L.           | Servicio metropolitano del alfoz                |
| Zaragoza  | Avanza Movilidad Integral | ALOSA (Automóviles La Oscense S. A.)  | Servicios regionales y metropolitanos           |
| Huesca    | Avanza Movilidad Integral | ALOSA (Automóviles La Oscense S. A.)  | Servicios regionales y metropolitanos           |
| Málaga    | Avanza Movilidad Integral | CTSA-Portillo                         | Servicios regionales y metropolitanos del CTMAM |
| Cádiz     | Avanza Movilidad Integral | CTSA-Portillo                         | Servicios regionales y metropolitanos del CTMCG |
| Alicante  | Avanza Movilidad Levante  | Llorente Bus S. L.                    | Servicios interurbanos                          |
| Alicante  | Avanza Movilidad Levante  | Autocares Costa Azul, S. A.           | Servicios interurbanos                          |
| Guipúzcoa | Avanza Durangaldea        | Avanza Movilidad Gipuzkoa S. A.       | Servicios interurbanos                          |
| Vizcaya   | Avanza Durangaldea        | Avanza Movilidad Euskadi S.A.         | Servicios interurbanos                          |
| Barcelona | Avanza Baix               | Mohn S. L.                            | Servicios metropolitanos                        |

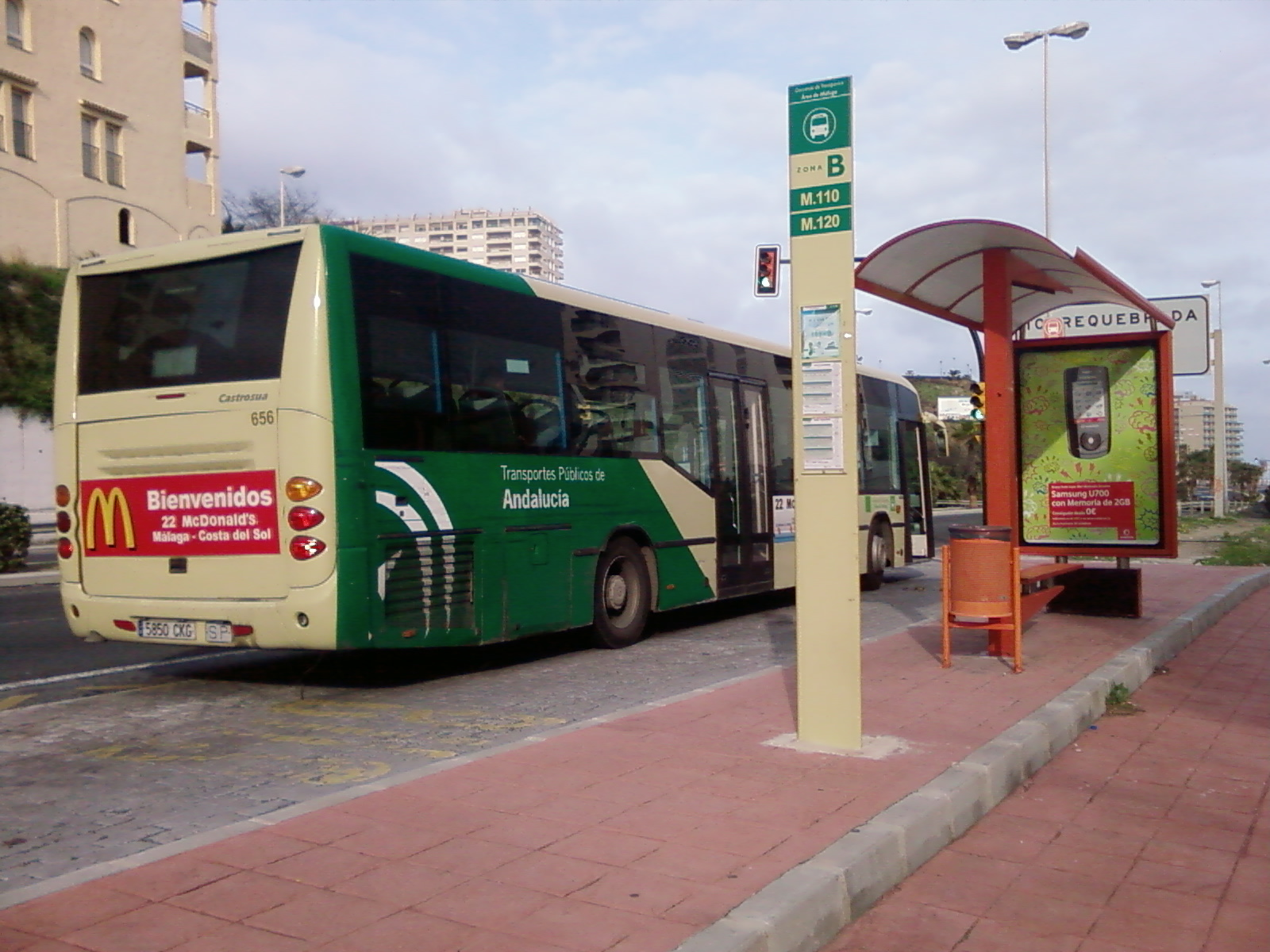
Castrosua Magnus de Empresa Portillo
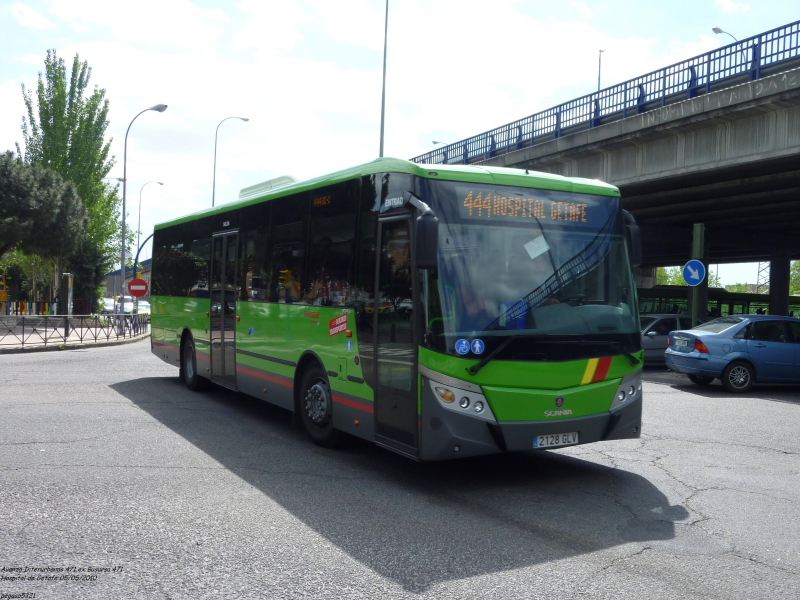
Castrosua Magnus ii Scania K360UB
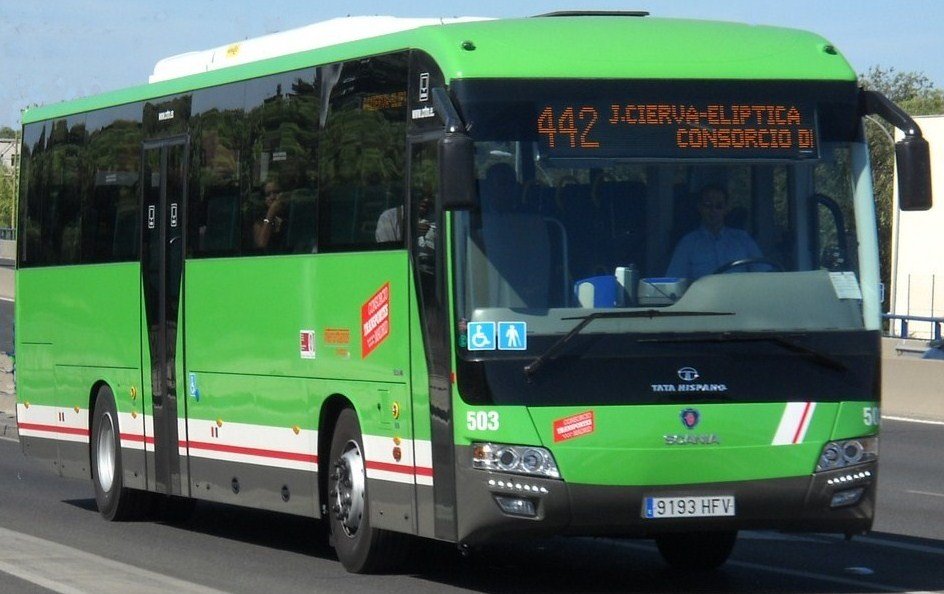
Tata Hispano Intea

### Autobuses de largo recorrido
Avanza es el segundo operador de líneas nacionales, y ofrece gran variedad de destinos a lo largo de toda la península. Avanza presta los servicios de largo recorrido bajo la marca comercial Avanzabus y otras submarcas como Avanza Express. Anteriormente usaba la marca de la empresa filial (Alisa, Alosa, AutoRes, La Sepulvedana, Portillo, Suroeste Bus...).
Actualmente cuenta con un total de 5 concesiones nacionales:
- VAC-051 Badajoz - Madrid - Valencia (con hijuelas)
- VAC-124 Huesca – Lérida (con hijuelas)
- VAC-217 Ayamonte - Barcelona - Santa Coloma de Gramanet
- VAC-245 Huesca - Barcelona
- VAC-246 Madrid - Segovia con prolongación a Melgar de Fernamental

Entre los principales destinos peninsulares ofertados por Avanzabus se encuentran Algeciras, Ávila, Ayamonte, Badajoz, Barcelona, Cáceres, Cádiz, Castellón, Córdoba, Cuenca, Cullera, Estepona, Fuengirola, Gandía, Granada, Huelva, Huesca, Jaca, Jaén, Lisboa, Lérida, Madrid, Málaga, Marbella, Mérida, Motril, Nerja, Oliva, Orense, Pontevedra, Ronda, Reus, Salamanca, Salou, Segovia, Setúbal, Talavera de la Reina, Tarancón, Tavernes, Torremolinos, Torre del Mar, Valencia, Valladolid, Vigo, Zamora, y Zaragoza.

### Ferrocarril

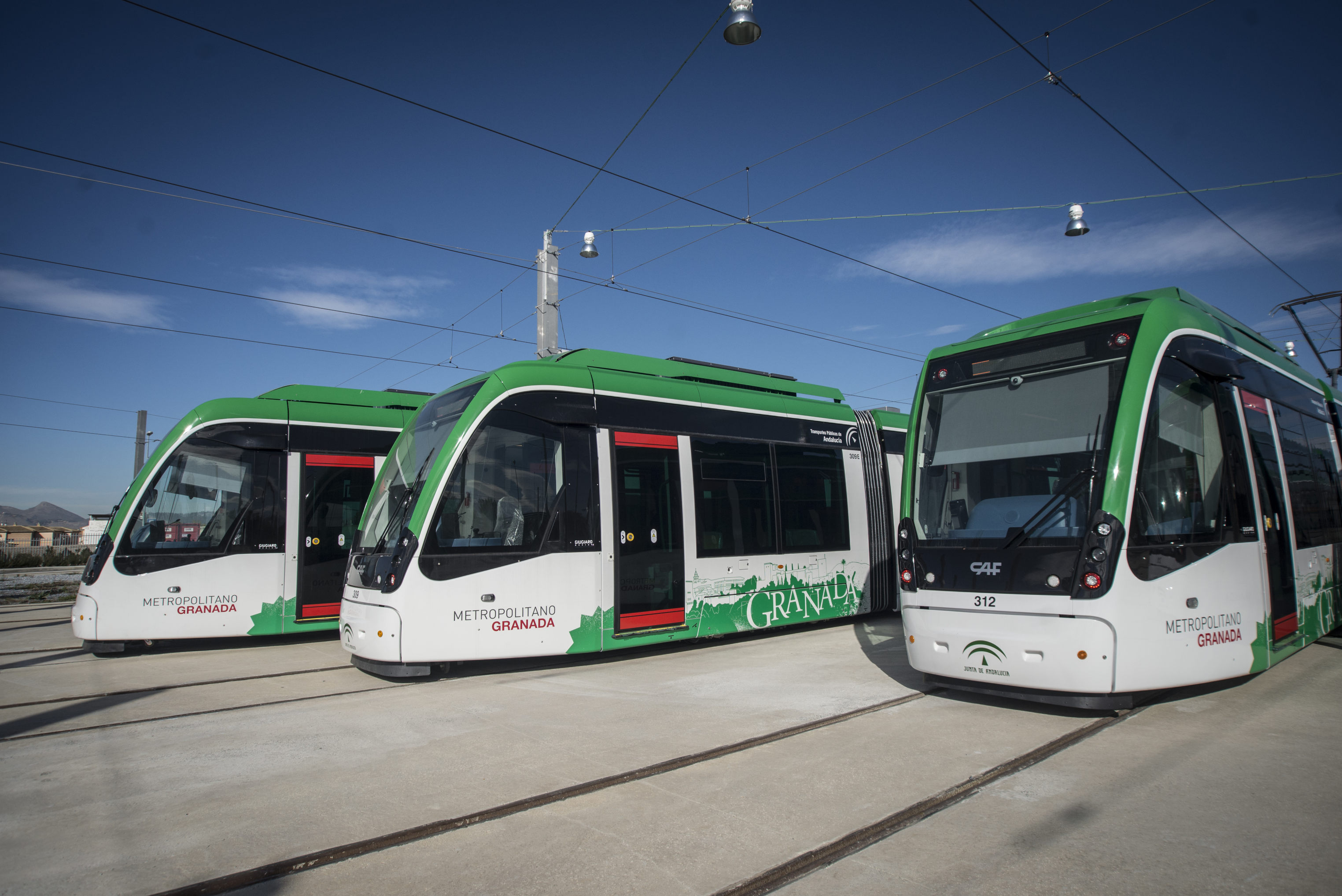
Metropolitano de Granada

Actualmente Avanza tiene participación en dos redes tranviarias: el Tranvía de Zaragoza y el Metropolitano de Granada (bajo la sociedad Avanza Metro Granada).

Adicionalmente, y de cara a la futura liberalización del sector ferroviario, Avanza, a través de su filial Avanza Tren S.A.U. posee licencia y certificado de seguridad para la operar trenes de viajeros por la red.

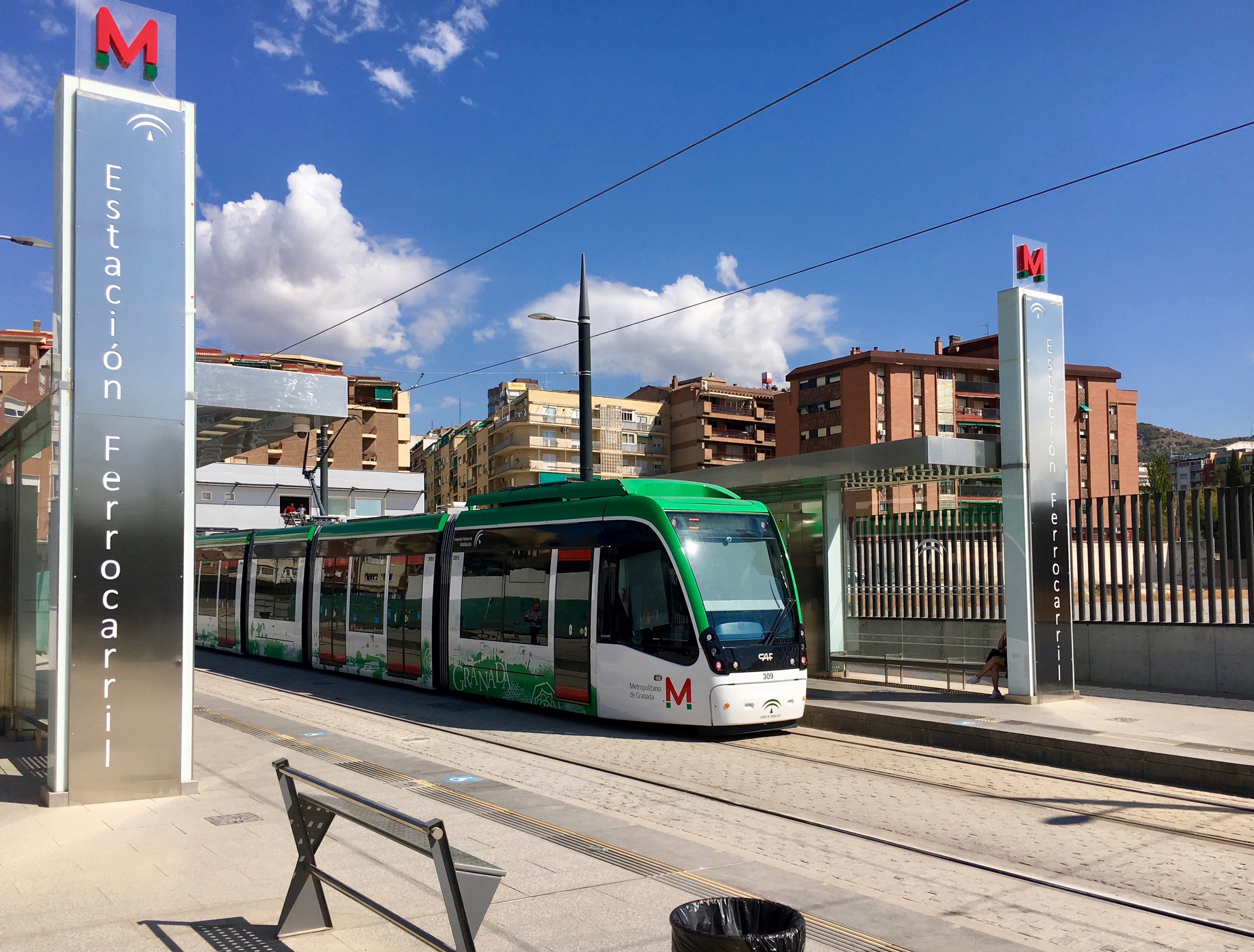
CAF Urbos 3 del Metropolitano de Granada
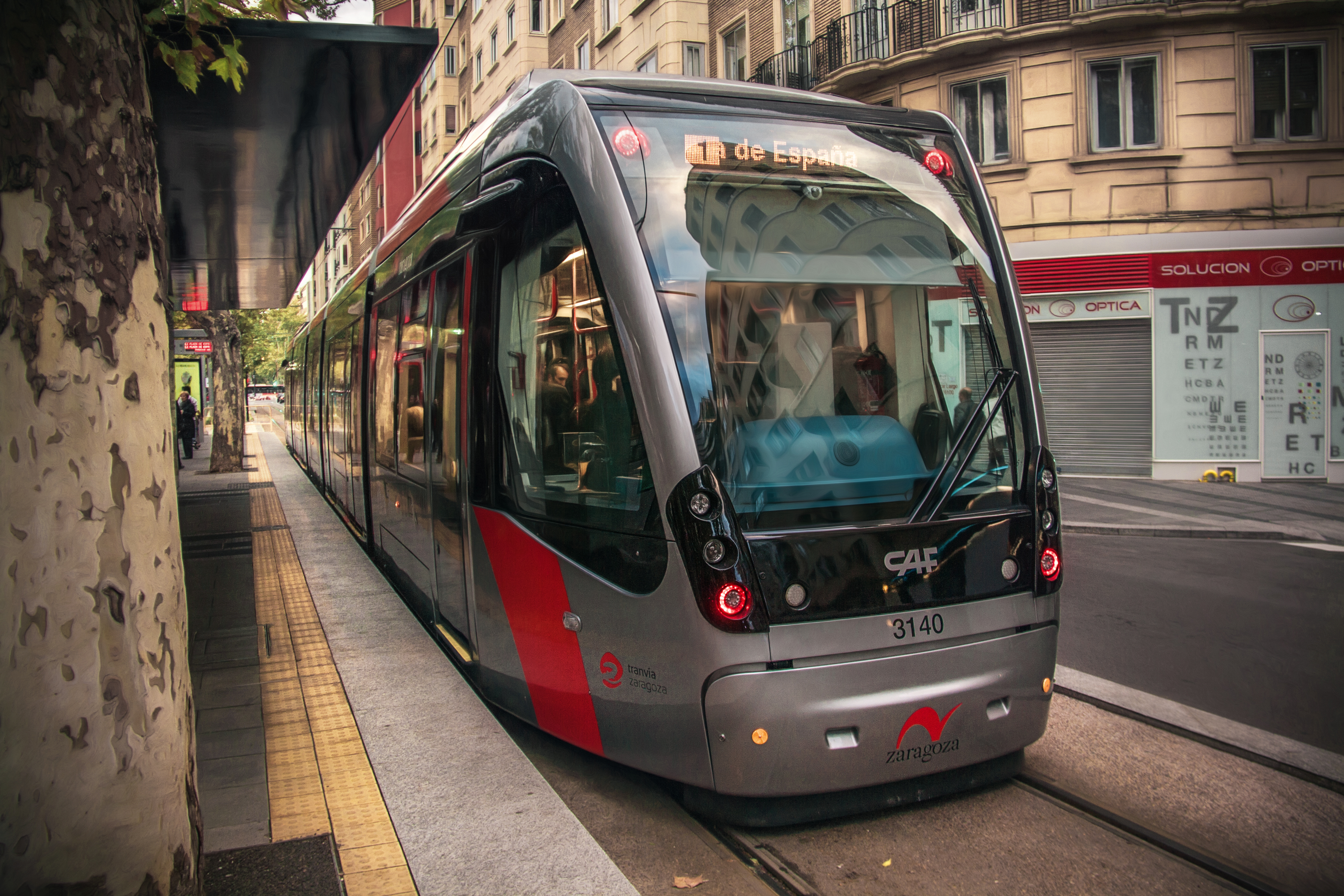
CAF Urbos 3 del Tranvía de Zaragoza

### Estaciones de autobuses y áreas de servicio.
Grupo Avanza gestiona, en régimen de concesión o participando en la explotación, un total de 22 estaciones de autobuses:
- Las estaciones propiedad de Avanza son las de Orense, Binéfar, Ávila, Villalba, Madrid (Estación Sur), Coria, Navalmoral de La Mata, Trujillo, Badajoz, Mérida, Zafra, Llerena, y Marbella.
- Entre las estaciones participadas se encuentran las de Pontevedra, Benavente, Valladolid, Salamanca, San Lorenzo de El Escorial, Zaragoza, Cáceres y Cuenca.

Además, gestiona también el llamado Área 175 (Way Atalaya), un área de servicio en la A-3 a medio camino entre Madrid y Valencia.

## Filiales y empresas del grupo
- Alosa, Autocares y Autobuses S.L.
- Auto Res S.L.
- Auto Res, S.A. y S.A. Mirat UTE
- Autobuses Salmantinos S.L.
- Autobuses Salmantinos y AutoRes UTE
- Autobuses Urbanos de Elche S.A.
- Autobuses Urbanos de Ourense S.L.
- Autocares Apyme Extremadura, S.A.
- Autocares Costa Azul S.L.
- Avanza Baix S.L.
- Avanza Interurbanos S.L.
- Avanza Interurbanos del Sur S.L.
- Avanza Líneas Interurbanas S.A. (Alisa)
- Avanza Zaragoza S.A.
- Compañía Andaluza Auxiliar de Transportes S.L.
- Corgobus - Transportes Urbanos de Vilareal S.U.L.
- Corporación Española de Transporte S.A. (CTSA)
- Avilabus
- Mataró Bus
- CTSA-Portillo
- Rubibus
- Covibus - Transportes Urbanos de Covilhã S.U.L.
- Empresa Turística de Autobuses S.A.
- Estación de Autobuses de Badajoz S.A.
- Estación de Autobuses de Ávila S.L.
- Estación Sur de Autobuses de Madrid S.A.
- Huesca Automóvil S.L.
- Ivensys S.L.
- Larrea S.A.
- Llorente Bus S.L.
- Benidorm
- Madrid
- Suroeste
- Transportes Pesa S.A.
- Transportes Urbanos de Sanlúcar S.A. (TUSSA)
- Transportes Urbanos de Soria S.L.
- Transports Municipals D'Egara S.A. (TMESA)
- Tranvías Urbanos de Zaragoza S.L. (Tranvía de Zaragoza)
- Urbanos de Segovia UTE
- Vayper Galicia S.L.
- Viguesa de Transportes S.L. (ESTACIÓN DE VIGO)
- Viguesa de Transportes S.L. (VITRASA)